# تحقیرشده (فیلم ۲۰۱۳)
تحقیرشده (به انگلیسی: Scorned) فیلمی محصول سال ۲۰۱۳ و به کارگردانی مارک جونز است. در این فیلم بازیگرانی همچون آنالین مک‌کرد، بیلی زین، ویوا بیانکا و سادی کاتز ایفای نقش کرده‌اند.